# 大邱10月事件
大邱10月事件（：／）又称大邱十月暴动，十月暴动，大邱 10·1 事件，大邱暴乱，10月人民大起义，大邱起义。发生于1946年10月1日，在駐朝鮮美國陸軍司令部軍政廳（USAMGIK）統治時期的南朝鮮慶尚北道大邱，抗議美國軍事統治的市民遭警察开枪击毙，导致全境230万人抗争、136人犧牲的事件。

## 概要
1946年5月南朝鮮全境霍乱流行，仅慶尚北道就有4000人死亡。之後，由于洪水和铁路工人罢工、破产等，米价比朝鮮日治時期高10倍以上。结果9月市民开始抗議游行、10月1日在大邱府廳前抗議，大邱警方在鎮壓暴動的過程中造成3名示威學生死亡，多人受傷，38名警員隨即在之後的報復攻擊中遇害。10月3日，永川約1萬多人攻擊警察署，40名警員及郡長遇害。另一場暴動中則有20名地主及親日官員遭到殺害。美軍政廳還以顏色，10月2日宣布戒嚴，全境230万人参加騷乱。美軍与南朝鮮防衛隊警察、右翼團体投入镇压，朝群眾射擊，整个事件共计死亡136人。
事件後，韓國民間对美國支持下降、親共產主義团体支持率上升。

## 脚注
1. 1 2 3 4  . 大邱日報. 2007-02-08  [2010-02-23] （韩语）.[永久]

## 关联项目
- 濟州四·三事件
- 盟軍託管時期